# (38830) Biets
(38830) 2000 RK99 est un objet de la ceinture principale d'astéroïdes extérieure de 12,822 km de diamètre découvert en 2000.

## Description
(38830) 2000 RK99 a été découvert le 5 septembre 2000 à la Station Anderson Mesa, un des deux sites d'observation de l'observatoire Lowell en Arizona (États-Unis), par le programme Lowell Observatory Near-Earth-Object Search (LONEOS).

### Caractéristiques orbitales
L'orbite de cet astéroïde est caractérisée par un demi-grand axe de 3,94 ua, un périhélie de 3,20 ua, une excentricité de 0,19 et une inclinaison de 14,96° par rapport à l'écliptique. Du fait de ces caractéristiques, à savoir un demi-grand axe entre 3,2 et 4,6 ua, il est classé, selon la JPL Small-Body Database, comme objet de la ceinture principale d'astéroïdes extérieure.

### Caractéristiques physiques
(38830) 2000 RK99 a une magnitude absolue (H) de 12,8 et un albédo estimé à 0,142, ce qui permet de calculer un diamètre de 12,822 km. Ces résultats ont été obtenus grâce aux observations du Wide-Field Infrared Survey Explorer (WISE), un télescope spatial américain mis en orbite en 2009 et observant l'ensemble du ciel dans l'infrarouge, et publiés en 2012 dans un article regroupant les caractéristiques de 1 023 astéroïdes du groupe de Hilda.